# Ronde van Qatar 2005
De Ronde van Qatar 2005 was de vierde editie van de meerdaagse wielerwedstrijd die in Qatar werd gehouden. Deze editie vond van 31 januari tot en met 4 februari plaats. De organisatie was in handen van Amaury Sport Organisation. In totaal gingen 133 renners van start, van wie 199 de finish bereikten op 4 februari.

## Startlijst
Er namen zeventien ploegen deel die met maximaal acht renners aan de start verschenen.
| Chocolade Jacques       | T·Mobile         | Credit Agricole     | Al-Jazeera Sport Channel |
| Lotto-Davitamon         | Team Wiesenhof   | Domina Vacanze      | Saunier Duval            |
| Quick·Step              | AG2R Prévoyance  | Liquigas-Bianchi    | Discovery Channel        |
| Marco Polo Cycling Team | Bouygues Télécom | Shimano-Memory Corp | Phonak                   |
| Team CSC                |                  |                     |                          |

## Etappe-overzicht
| etappe | datum      | start                | finish  | afstand  | winnaar         | klassementsleider |
| ------ | ---------- | -------------------- | ------- | -------- | --------------- | ----------------- |
| 1e     | 31 januari | Al-Kohr              | Doha    | 143,0 km | Tom Boonen      | Tom Boonen        |
| 2e     | 1 februari | Camel Track Race     | Doha    | 167,5 km | Tom Boonen      | Tom Boonen        |
| 3e     | 2 februari | Al-Wakra             | Al-Kohr | 194,0 km | Lars Michaelsen | Lars Michaelsen   |
| 4e     | 3 februari | Al-Zabarah           | Doha    | 169,0 km | Mario Cipollini | Lars Michaelsen   |
| 5e     | 4 februari | Sealine Beach Resort | Doha    | 153,0 km | Robbie McEwen   | Lars Michaelsen   |

## Etappe-uitslagen
| rang | renner          | land | tijd    |
| ---- | --------------- | ---- | ------- |
| 1    | Tom Boonen      | BEL  | 3:45.17 |
| 2    | Mario Cipollini | ITA  |         |
| 3    | Robert Hunter   | RSA  |         |

| rang | renner         | land | tijd    |
| ---- | -------------- | ---- | ------- |
| 1    | Tom Boonen     | BEL  | 3:59.52 |
| 2    | Fabrizio Guidi | ITA  |         |
| 3    | Robbie McEwen  | AUS  |         |

| rang | renner            | land | tijd    |
| ---- | ----------------- | ---- | ------- |
| 1    | Lars Michaelsen   | DEN  | 4:05.20 |
| 2    | Matti Breschel    | DEN  | + 0.02  |
| 3    | Marcus Ljungqvist | SWE  | + 1.20  |

| rang | renner          | land | tijd    |
| ---- | --------------- | ---- | ------- |
| 1    | Mario Cipollini | ITA  | 3:31.37 |
| 2    | Tom Boonen      | BEL  |         |
| 3    | Aart Vierhouten | NED  |         |

| \| rang \| renner \| land \| tijd \| \| ---- \| ---------------- \| ---- \| ------- \| \| 1 \| Robbie McEwen \| AUS \| 3:08.06 \| \| 2 \| Aljaksandr Oesaw \| BLR \| \| \| 3 \| Tom Boonen \| BEL \| \| |                  |      |         |
| rang | renner           | land | tijd    |
| 1 | Robbie McEwen    | AUS  | 3:08.06 |
| 2 | Aljaksandr Oesaw | BLR  |         |
| 3 | Tom Boonen       | BEL  |         |

## Eindklassementen

### Algemeen klassement
| rang | renner               | land | tijd     |
| ---- | -------------------- | ---- | -------- |
| 1    | Lars Michaelsen      | DEN  | 18:30.06 |
| 2    | Matti Breschel       | DEN  | + 1.14   |
| 3    | Fabrizio Guidi       | ITA  | + 1.28   |
| 4    | Tom Boonen           | BEL  | + 5.17   |
| 5    | Maarten Tjallingii   | NED  | + 5.43   |
| 6    | Thomas Bruun Eriksen | DEN  | + 8.50   |
| 7    | Giovanni Lombardi    | ITA  | zt       |
| 8    | Magnus Bäckstedt     | DEN  | + 12.24  |
| 9    | Manuel Quinziato     | ITA  | + 12.30  |
| 10   | Marco Bos            | NED  | + 32.06  |

## Klassementsleiders
| Etappe      | Winnaar         | Algemeen        | Punten     | Jongere        | Ploegen  |
| 1           | Tom Boonen      | Tom Boonen      | Tom Boonen | Tom Boonen     | Phonak   |
| 2           | Tom Boonen      | Tom Boonen      | Tom Boonen | Tom Boonen     | Phonak   |
| 3           | Lars Michaelsen | Lars Michaelsen | Tom Boonen | Matti Breschel | Team CSC |
| 4           | Mario Cipollini | Lars Michaelsen | Tom Boonen | Matti Breschel | Team CSC |
| 5           | Robbie McEwen   | Lars Michaelsen | Tom Boonen | Matti Breschel | Team CSC |
| Eindstanden | Eindstanden     | Lars Michaelsen | Tom Boonen | Matti Breschel | Team CSC |

2002 · 
2003 · 
2004 · 
2005 · 
2006 · 
2007 · 
2008 · 
2009 · 
2010 · 
2011 · 
2012 · 
2013 · 
2014 · 
2015 · 
2016